# Saheed Idowu
Saheed Idowu (Brazzaville, 3 januari 1990) is een Congolees professioneel tafeltennisser. Hij speelt rechtshandig, met de shakehandgreep.
Hij vertegenwoordigde zijn land op de Olympische Zomerspelen 2012 maar won daar geen medailles.